# Кот д'Армор
Кот д'Армор (на френски: Côtes-d'Armor, „Арморски брегове“) е департамент в регион Бретан, северозападна Франция. Образуван е през 1790 година от централната северна част на дотогавашната провинция Бретан. Площта му е 6878 км², а населението – 598 391 души (2016). Административен център е град Сен Брийо.